# 出湯村
出湯村（でゆむら）は、かつて新潟県北蒲原郡にあった村。

## 沿革
- 1889年（明治22年）4月1日 - 町村制施行に伴い北蒲原郡出湯村、今板村、大宮新田、勝屋村、湯沢新村新田、女堂村、折居村、上西山新村新田、小栗山新村新田、堤新村新田、上一分村、沢口新村新田、下一分村が合併し、出湯村が発足。
- 1901年（明治34年）11月1日 - 北蒲原郡笹岡村、大室村と合併し、笹岡村を新設して消滅。